# Hardmetaal

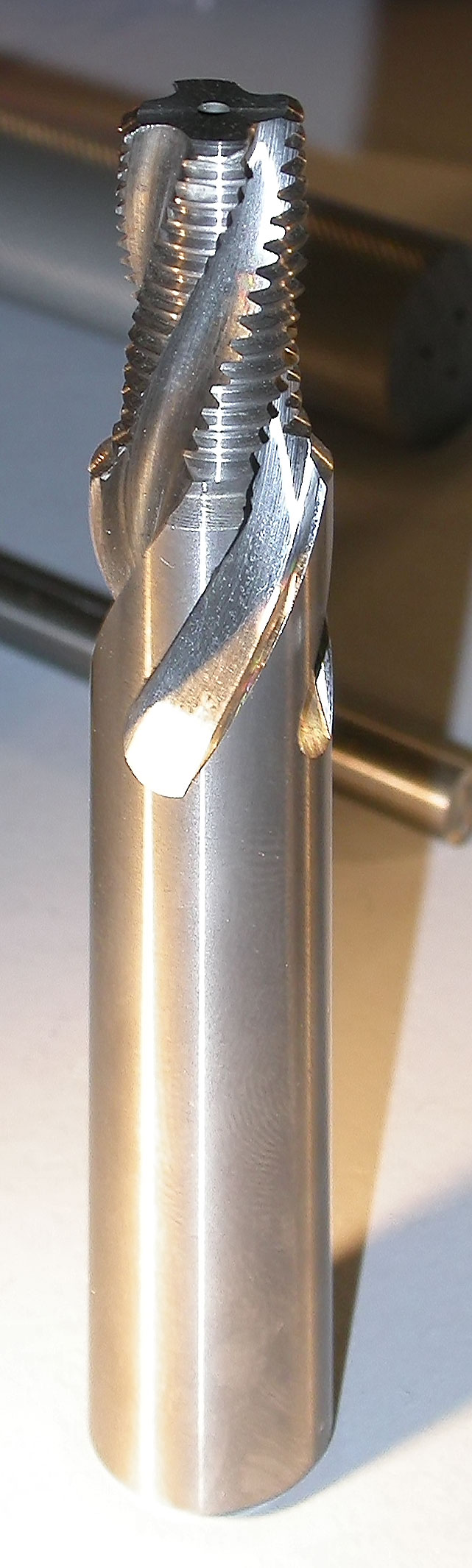
Een hardmetalen schroefdraad frees

Hardmetaal is een composiet dat in werktuigen gebruikt wordt. Het bestaat uit carbiden van wolfraam, titanium, tantalium, molybdeen, gesinterd met kobalt als bindmiddel. 
Dit  metaal kent veel toepassingen omdat het zijn hoge hardheid tot een hoge temperatuur (1000 °C) behoudt. Verder heeft het een hoge elasticiteitsmodulus en een lage thermische uitzetting. Het metaal is echter vrij duur en weinig taai. Het wordt ook voor medische implantaten zoals bij kunstheupen en kunstknieen gebruikt, vanwege de corrosieweerstand en de inertie t.o.v. van biologische weefsels. Zo bestaat Vitallium voor ca. 60% uit kobalt.

## Gehard en veredeld staal
Verder onderscheidt men gehard metaal en veredeld metaal. Bij het eerste is er sprake van oppervlaktegehard staal (E) en bij het tweede van veredeld staal (V). 
Het doel van oppervlakteharding is door middel van carboneren of nitreren verkrijgen van een hard en slijtvast buitenlaagje (met ~ 1% C), terwijl de taaie kern (met ~ 0,1 tot 0,2% C) behouden blijft. Toepassingen: rollen, pennen, dikwandige ringen, tandwielen; in de hardere versie: meetgereedschap, nokkenassen, drijfstangen (bromfietsen), zuigerpennen en tandwielen (de laatste twee ook nog in een zwaardere belastbare versie). 
Bij veredeld staal is het doel het verkrijgen van een grotere treksterkte, gepaard gaande met een grotere taaiheid (kerfslagwaarde), hardheid en slijtvastheid dan normaal gegloeid staal. Ook hier weer drie versies met oplopende treksterkte die zijn toepassingen vinden in: assen, tandwielen, tandheugels, kruk- en wormassen, hefbomen (van bijvoorbeeld  lamellenkoppelingen). De hardere versie: tandwielen, assen, nokken en bouten (42CrMo4) en drijfstangen tot ongeveer een diameter van 150 mm. De derde vorm is voor hoogste sterkte eisen en grotere afmetingen.